# معاون نخست‌وزیر لبنان
دفتر معاون نخست‌وزیر لبنان در سال ۱۹۴۳ تشکیل شد. میثاق وطنی تصریح می‌کند که معاون نخست‌وزیر باید همیشه مسیحی ارتدوکس یونانی باشد.